# Trambesh Peak
Trambesh Peak (englisch; bulgarisch връх Тръмбеш wrach Trambesch) ist ein 1600 m hoher und vereister Berg in den Stribog Mountains auf der Brabant-Insel im Palmer-Archipel westlich der Antarktischen Halbinsel. Er ragt 5,5 km südlich des Mount Parry, 4,73 km nordwestlich des Kotlari Peak, 5,74 km nördlich des Mount Imhotep und 7,95 km nordöstlich des Mount Sarnegor am nordwestlichen Ende des Gutsal Ridge auf. Der Balanstra-Gletscher liegt östlich und der Hippokrates-Gletscher südwestlich von ihm.
Britische Wissenschaftler kartierten ihn 1980 und 2008. Die bulgarische Kommission für Antarktische Geographische Namen benannte ihn 2015 nach Ortschaften im Norden Bulgariens.